# Entente Sud Gascogne
L’Entente Sud-Gascogne est une équipe cycliste française évoluant en Division nationale 3 depuis 2015. Il fut créé en 2001.

## Histoire
Cette équipe est créée en 2001.

## Entente Sud-Gascogne en 2013

### Effectif
| Cycliste            | Date de naissance | Nationalité | Équipe 2012 |
| ------------------- | ----------------- | ----------- | ----------- |
| Julien Ballion      | 30 janvier 1990   | France      |             |
| Jean-François Bentz | 25 février 1993   | France      |             |
| Pierre Comet        | 22 janvier 1991   | France      |             |
| Rudy Fiefvez        | 26 avril 1993     | France      |             |
| Alexis Guérin       | 6 juin 1992       | France      |             |
| Peter Loubineaud    | 7 septembre 1991  | France      |             |
| Nicolas Loustaunou  | 24 décembre 1986  | France      |             |
| Mathieu Malbert     | 19 mai 1993       | France      |             |
| Quentin Pacher      | 6 janvier 1992    | France      |             |
| Ion Pardo           | 2 janvier 1988    | Espagne     |             |
| Nicolas Rousseau    | 16 mars 1983      | France      |             |
| Stéphane Reimherr   | 15 février 1974   | France      |             |
| Julien Seigneurin   | 2 février 1991    | France      |             |
| Kévin Soust         | 22 avril 1994     | France      |             |
| David Tauzia        | 31 décembre 1982  | France      |             |
| Yoän Vérardo        | 19 avril 1993     | France      |             |

### Victoires
Aucune victoire UCI.

## Anciens coureurs
- Damien Branaa
- Nicolas Capdepuy
- Pierre Cazaux
- Vincent Dauga
- Mickaël Delage
- Denis Kudashev
- Matthieu Ladagnous
- Thomas Lebas
- Yannick Marie
- Fabien Patanchon
- Quentin Pacher
- Alexis Guerin
- Martial Roman